# Posoqueria tarairensis
Posoqueria tarairensis là một loài thực vật có hoa trong họ Thiến thảo. Loài này được C.M.Taylor & Cortes-Ballen miêu tả khoa học đầu tiên năm 1999.